# Un héros de notre temps (roman)
Pour les articles homonymes, voir Un héros de notre temps.
Un héros de notre temps (en russe : Герой нашего времени) est un roman de Mikhaïl Lermontov publié en 1840.

## Historique
En 1836, alors qu'il n'a que vingt-deux ans, Lermontov entame un roman, La Princesse Ligovskoï, dans lequel apparaît déjà Petchorine, le protagoniste du Héros de notre temps. Au printemps 1837, Lermontov est expédié dans le Caucase pour avoir composé le poème La mort du poète, un appel à la vengeance contre les courtisans qu'il considère responsables de la mort tragique de Pouchkine. Le jeune écrivain entame alors véritablement l'écriture d'Un héros de notre temps, dont la plupart des scènes trouvent leur inspiration dans cette période passée aux frontières de l'Empire russe. De retour à Pétersbourg, Lermontov y achève son roman en 1839.
Le roman obtient un grand succès dès sa première publication en 1840, tandis que son auteur est à nouveau exilé dans le Caucase, cette fois en raison d'un duel contre le fils de l'ambassadeur de France. Une deuxième édition, complétée d'une préface (insérée au début de la seconde partie), est publiée en 1841, quelques mois après la mort de Lermontov lors d'un dernier combat singulier.
Les circonstances précises du duel qui coûta la vie à Lermontov sont floues, mais il semble qu'Un héros de notre temps ait pu faire partie des causes de l'affrontement (un ancien camarade de lycée et de l'école d'officier, Nicolaï Martynov, victime de ses moqueries incessantes, le provoque en duel). Sa mort aurait été commentée en ces termes par le tsar : « Une mort de chien pour un chien. »

## Résumé
Ce roman se déroule entre 1827 et 1833, au bord de la mer Noire (péninsule de Taman) et dans le Caucase (les villes d'eau de Piatigorsk et Kislovodsk). Il est composé de quatre « nouvelles », qui ont pour protagoniste un jeune homme désabusé, Petchorine. Celui-ci est présenté successivement de l'extérieur (par un tiers), puis de l’intérieur (par le biais de son journal).

### Première partie

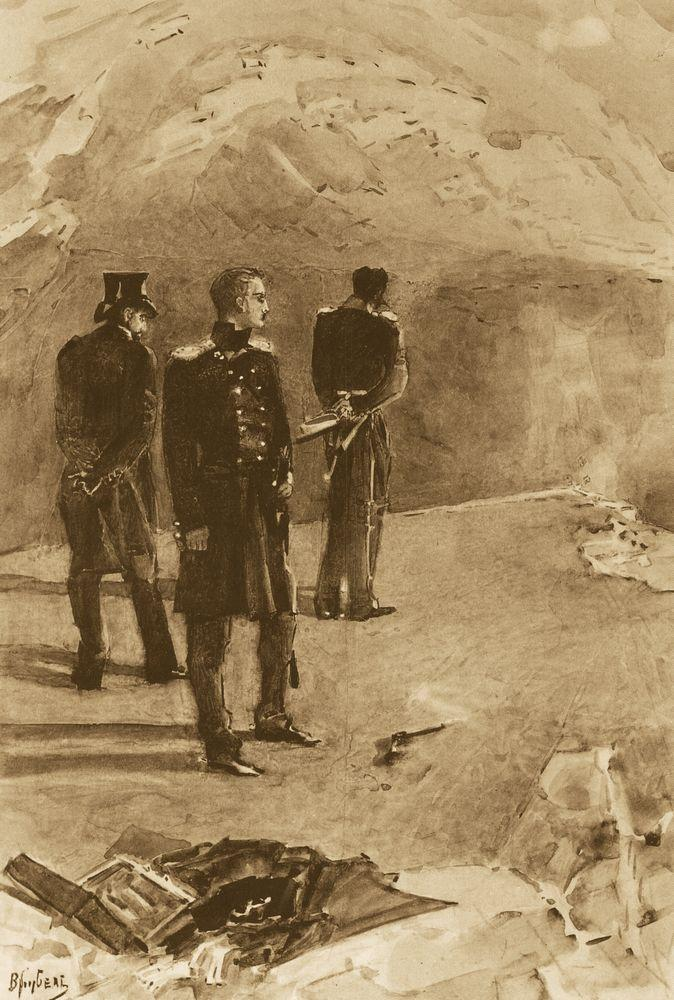
Le duel entre Petchorine et Grushnitski par Mikhail Vroubel.

Le narrateur traverse le Caucase en voiture de poste et souhaite se rendre à Tiflis. Pendant ce spectaculaire voyage, il rencontre un capitaine de l'armée russe, Maxime Maximytch. Celui-ci lui narre l'histoire d'amour d'un jeune officier, Petchorine, et d'une Tcherkesse, Bèla.
Pétchorine, expédié au Caucase à la suite d'un duel (dont les circonstances sont exposées ultérieurement, dans la partie du roman intitulée « La princesse Mary »), remarque Bèla, s'arrange peu de temps après pour qu'Azamat, le frère de la belle, la lui livre en échange d'un magnifique cheval, que Pétchorine déroberait au terrible brigand Kazbitch. Le méfait accompli et en possession de la jeune femme, le héros, désenchanté, se désintéresse pourtant de la belle Circassienne : « L'amour d'une sauvageonne ne vaut guère mieux que l'amour d'une noble dame; l'ignorance et la simplicité de cœur de l'une lassent autant que la coquetterie de l'autre. » Et Bèla se fait fatalement enlever et poignarder par Kazbitch le brigand, qui reprend ce pour quoi il a été volé. 
Quelques jours plus tard, le narrateur et le capitaine croisent Pétchorine à Vladikavkaz. Celui-ci est toujours aussi malade d'ennui. Il a quitté l'armée et est en partance pour la Perse (« J'irai en Amérique, en Arabie, en Inde, peut-être mourrai-je quelque part en chemin ! Au moins je suis certain que cette dernière consolation ne s'épuisera pas de sitôt, avec l'aide des tempêtes et des mauvaises routes »). Malgré l'insistance de son ancien compagnon d'armes, qui conserve encore son journal personnel, il refuse d'évoquer le passé.

### Seconde partie
La seconde grande partie de l'œuvre est le Journal de Petchorine, remis par le capitaine au narrateur. Celui-ci le publie après la mort du « héros de notre temps », survenue alors qu'il revenait de Perse.
Le journal commence par la nouvelle intitulée Taman, du nom du port de la mer Noire où Petchorine, en partance pour le Caucase, est logé dans une maison misérable. Il se rend vite compte que les habitants de celle-ci, une vieille femme, une jeune fille et un aveugle, sont des contrebandiers. Craignant que Petchorine ne les dénonce aux autorités, la jeune fille feint de tomber amoureuse de lui, puis l'entraîne en mer où elle tente de le noyer, avant de s’enfuir avec l’un de ses complices, laissant l'aveugle sanglotant sur le rivage. « Telle une pierre lancée dans une source à la surface unie, j'avais troublé leur tranquillité, et telle une pierre j'avais failli moi-même aller jusqu'au fond. »
Le second chapitre, La princesse Mary, raconte la conquête d’une jeune fille par Petchorine. Celui-ci ne s'y livre que pour tromper son ennui, se venger de la fierté de la demoiselle et se moquer de la vanité de Grouchnitski, un vaniteux soldat qui la courtise. Petchorine renoue simultanément avec Vera, une ancienne conquête toujours amoureuse de lui, et gravement malade. Alternant attitudes dédaigneuses, coups d'éclats et déclarations passionnées, Petchorine rend bientôt la princesse Mary folle d'amour ; jusqu'à ce qu'il juge que le jeu a assez duré et qu'il l'abandonne méchamment. Dans l'affaire, le héros s'attire la haine de Grouchnitski, fortement humilié. Celui-ci le provoque en duel, et Petchorine apprend par hasard qu'il sera truqué : son pistolet ne sera pas chargé. Il déjoue le piège, demandant un changement d'arme au dernier moment. Grouchnitski est tué, après avoir refusé la réconciliation que lui offre Petchorine (le combat se déroule comme celui qui coûtera la vie à Lermontov, au bord d'une falaise, ce qui rend toute blessure mortelle). 
Un Fataliste, ultime section du Journal de Petchorine, raconte l’histoire d’un homme, Voulitch qui, pour prouver l'existence de la prédestination et le fait qu’un homme ne puisse librement disposer de sa vie, parie sa vie et appuie sur la détente, le pistolet braqué sur sa tempe. Le coup ne part pas, stupéfiant tout le monde. En rentrant chez lui, il est bousculé par un ivrogne, l'interpelle, et reçoit un coup de sabre mortel. Petchorine, désireux de défier à son tour le destin, parvient à maîtriser le meurtrier au péril de sa vie. Le narrateur ne sait toujours pas s'il existe des choses telles que la prédestination, mais il confesse avoir eu sur le moment une âme de fataliste.

## Extraits
- « J’ai la passion innée de contredire les gens, toute mon existence ne fut en somme qu’une suite de contradictions malheureuses entre mon cœur et mon cerveau, la présence d’un enthousiaste me glace… »

## Critique
Malgré son caractère un peu décousu, l'unique roman achevé de Lermontov (surtout célébré, en Russie, pour son œuvre poétique) est un des chefs-d'œuvre de la littérature russe. Il brille par l'analyse psychologique du héros, archétype romantique du jeune homme désabusé, véritable « enfant du siècle » russe. Un autre mérite du roman est la description des paysages et peuplades des frontières de l'Empire russe au XIXe siècle.
« Le héros de notre temps, chers messieurs, est en effet un portrait, mais pas celui d'un seul homme : c'est un portrait composé des vices de toute une génération, dans leur plein épanouissement. » (Mikhaïl Lermontov).

## Éditions
- Mikhaïl Lermontov (trad. Marc Chapiro), Un héros de notre temps [« Герой нашего времени »], Paris, Ginkgo éditeur, coll. « Petite bibliothèque slave »,‎ 2024, 256 p. (ISBN 978-2-84679-558-6)
- (ru + fr) Mikhaïl Lermontov (trad. Boris de Schlœzer), Un héros de notre temps [« Герой нашего времени »], Paris, Gallimard, coll. « Folio bilingue » (no 72),‎ 1998 (1re éd. 1973), 453 p., poche (ISBN 978-2-07-040161-1)
- (fr + ru) Mikhaïl Lermontov (trad. Déborah Lévy-Bertherat, préf. Déborah Lévy-Bertherat), Un héros de notre temps [« Герой нашего времени »], Paris, Flammarion, coll. « GF » (no 1077),‎ 2003, 433 p., poche (ISBN 978-2-08-071077-2)